# Amentotaxus hatuyenensis
Amentotaxus hatuyenensis — вид хвойних рослин родини тисових.

## Поширення, екологія
Тільки відомий з двох майже прилеглих місцевостей у провінції Ха Жанг в північній частині В'єтнаму. Зростає в первинних закритих вічнозелених тропічних на схилових або хребтових передгірних лісах на карстових утвореннях вапняку між 1000 і 1500 м над рівнем моря. Інші хвойні, які можуть бути пов'язані з ним включають Pinus fenzeliana, Tsuga chinensis, Cephalotaxus mannii, Podocarpus neriifolius, Nageia fleuryi, Podocarpus pilgeri. Ліс надзвичайно багатий епіфітами, наприклад, орхідейними, серед яких безліч ендеміків.

## Морфологія
Вічнозелений, 4–5 м заввишки кущ. Голки 4–7 см завдовжки і шириною 7–13 мм; голка має конічну форму з загостреним кінчиком. Хвоя від світло-зеленого до зеленого кольору, шкіряста.

## Використання
Ніякого конкретного використання не зафіксовано.

## Загрози та охорона
Фрагментація лісів, зменшення площ перебування у зв'язку з лісовими пожежами, погане природне поновлення і довгострокові наслідки перетворення навколишніх середовищ існування для сільськогосподарського використання є головними загрозами. Наразі записаний тільки з одної ПОТ, Заповідник Бат Дай Сон.